# Platynocheilus aeneus
Platynocheilus aeneus är en stekelart som beskrevs av Boucek 1993. Platynocheilus aeneus ingår i släktet Platynocheilus och familjen raggsteklar. Inga underarter finns listade i Catalogue of Life.